# Burichang
Burichang (en bengali : বুড়িচং) est une upazila du Bangladesh dans le district de Comilla. En 1991, on y dénombrait 228 479 habitants.